# 徐得之
徐得之（？—？），字思叔，临江军清江（今江西樟树市）人，南宋官员、史学家。

## 生平
徐梦莘之弟。喜好史學，于淳熙十年（1184年）中进士，调至抚州担任教授，历任湖广总领所干办公事、临安府教授、浙西提举常平司干官、主管礼兵部架阁、宗学谕和武学博士等，“所至兴学明教，有惠政”，“安贫乐分，不贪不躁”。著有《西汉会要》、《东汉会要》、《左氏国纪》、《史记年纪》等。有子徐天麟。